# Trittenheim
Trittenheim là một đô thị nằm bên sông Moselle trong bang Rheinland-Pfalz nước Đức, giữa Bernkastel-Kues và Trier. Dân số thời điểm ngày 31 tháng 12 năm 2006 là 1102 người